# Agassizia excentrica
Agassizia excentrica är en sjöborreart. Agassizia excentrica ingår i släktet Agassizia och familjen vecksjöborrar. Inga underarter finns listade i Catalogue of Life.